# Maurice George Kendall
Sir Maurice George Kendall, FBA (* 6. September 1907 in Kettering, Northamptonshire; † 29. März 1983 in Redhill, Surrey) war ein britischer Statistiker. Die Kendall’schen Rangkorrelationskoeffizienten und der Kendall’sche Konkordanzkoeffizient sind nach ihm benannt.

## Kindheit und Ausbildung
Maurice Kendall wurde in Kettering (Northamptonshire) geboren, als einziges Kind von John Roughton Kendall und Georgina Brewer. Als kleines Kind überlebte er eine Hirnhautentzündung, die zu dieser Zeit häufig tödlich verlief. Aufgewachsen in Derby (England) studierte er Mathematik am St. Johns College (Cambridge). Er lernte dort auch Cricket und Schach und spielte mit den späteren Champions Conel Hugh O’Donel Alexander und Jacob Bronowski. Nach seinem Mathematik-Abschluss als einer der Jahrgangsbesten an der Universität Cambridge trat er im Jahr 1929 eine Stelle im British Civil Service des Landwirtschaftsministeriums an. Hier war er zunehmend daran interessiert, Statistik zur Lösung landwirtschaftlicher Fragen einzusetzen. Eine seiner ersten publizierten Arbeiten (bei der Royal Statistical Society) beschäftigte sich mit der Analyse von Getreideerträgen mittels Faktorenanalyse. 1934 wurde er zum Fellow der Royal Statistical Society gewählt.

## Beiträge zur Statistik
Ab 1938 begann er, gemeinsam mit dem Psychologen Bernard Babington-Smith († 1993), an Fragen der Erzeugung von Zufallszahlen zu arbeiten. Dabei entwickelten sie eines der ersten frühen mechanischen Geräte zur Zufallszahlenerzeugung und entwickelten eine Reihe von Tests für Zufälligkeit in einer gegebenen Menge von Ziffern, die weitverbreitet waren.
Sie erstellten eines der beiden großen Werke mit Sequenzen von zufälligen Ziffernfolgen. Es enthielt 100.000 Zufallsziffern, mehr als doppelt so viele wie das 1927 veröffentlichte Werk von Leonard Henry Caleb Tippett (1902–1985). Bis zur Veröffentlichung von A Million Random Digits with 100,000 Normal Deviates der RAND Corporation 1955 war das Tabellenwerk von Kendall und Babington eines der meistgenutzten. Zur Erzeugung der Zufallsziffernsequenzen wurden sowohl von der RAND Corporation als auch von Kendall und Babington-Smith dem Roulette ähnliche Geräte verwendet. Die RAND Corporation nutzte die Tests von Kendall und Babington-Smith, um die Zufälligkeit ihrer Ziffernfolgen zu überprüfen.
Kendall und Babington-Smith verwendeten vier separate Tests, um festzustellen, ob eine bestimmte Ziffernfolge zufällig oder ungeordnet war:
1. Den Frequenztest, um zu überprüfen, ob die zehn Ziffern einer Gleichverteilung folgen.
2. Den seriellen Test, diesmal um Paare von zwei Ziffern auf Gleichverteilung zu überprüfen (01, 11, 12 etc.). Z. B. die Ziffernfolge 1234512345 würde den Frequenztest bestehen, nicht jedoch den seriellen Test.
3. Den Poker Test, der die Häufigkeit von Sequenzen von fünf Ziffern überprüft (ebenfalls auf Gleichverteilung).
4. Den Lückentest, der die Längen zwischen zwei gleichen Ziffern überprüft (01230 wäre eine Lücke von drei Ziffern zwischen den Nullen, 0120 wäre eine Lücke von zwei Ziffern usw.). Theoretisch folgt die Länge der Lücken einer Poisson-Verteilung.

Sie betrachteten Zahlenfolgen als hinreichend zufällig, die alle vier Tests bestanden.
In der modernen Statistik sind alle vier Tests Chi-Quadrat-Anpassungstests: Der Frequenztest, der serielle Test und der Pokertest sind Tests auf eine diskrete Gleichverteilung und der Lückentest ist ein Test auf eine Poisson-Verteilung.
Sie entwickelten auch den Begriff der lokalen Zufälligkeit und stellten fest, dass es in jeder hinreichend langen Folge von echten Zufallsziffern Sequenzen gibt, die nicht zufällig aussehen (z. B. eine Folge von vielen Nullen nacheinander). Sie folgerten, dass diese kleinen Fälle von lokaler Unzufälligkeit in Sequenzen von Zufallsziffern nicht verworfen werden sollten. Jedoch muss bei der Verwendung solcher Sequenzen darauf geachtet werden, dass die Ergebnisse nicht zu sehr verzerrt werden.
Im Jahr 1937 unterstützte er George Udny Yule in der Revision seines verbreiteten statistischen Lehrbuchs Introduction to the Theory of Statistics.
Die beiden hatten sich durch Zufall im Jahr 1935 getroffen und waren enge Freunde bis Yules Tod im Jahre 1951 (Yule war der Pate von Kendalls zweitem Sohn).
Während dieser Zeit begann er auch die Arbeiten an dem Rangkorrelationskoeffizient, der seinen Namen trägt: Kendall’sches Tau. Dies führte zu seiner Monographie Rank Correlation im Jahr 1948. Ende der dreißiger Jahre war er auch Mitglied einer Gruppe mit fünf anderen Statistikern (u. a. Egon Pearson und John Wishart), die ein Referenzwerk für die jüngsten Entwicklungen der statistischen Theorie schreiben wollte. Der Zweite Weltkrieg verhinderte dies jedoch.
1940 wurde Kendall stellvertretender Generaldirektor bei der British Chamber of Shipping. Obwohl er gleichzeitig nachts Aufgaben im Luftschutz übernahm, veröffentlichte er 1943 den ersten Band von The Advanced Theory of Statistics und 1946 den zweiten Band. Parallel dazu schrieb er bis 1950 eine Reihe von Artikeln, die die Arbeiten von Ronald Aylmer Fisher zur k-Statistik erweiterten. Nach dem Krieg beschäftigte er sich mit der Theorie und Anwendung der Zeitreihenanalyse; unter anderem zeigte er, dass ungeglättete Peridogramme, berechnet aus Stichprobendaten, schlechte Schätzer sind.

## London School of Economics
1949 erhielt Kendall den zweiten Lehrstuhl für Statistik an der London School of Economics (University of London) und arbeitete als Direktor der neuen Research Techniques Division. Von 1952 bis 1957 arbeitete er an seinem zweibändigen Werk The Sources and Nature of the Statistics of the United Kingdom, das bis Mitte der 70er Jahre ein Standardwerk war. In den 50er Jahren wandte sich Kendall verstärkt der multivariaten Statistik zu und publizierte 1957 sein Werk A course in multivariate analysis. Im gleichen Jahr publizierte er mit William R. Buckland The Dictionary of Statistical Terms, welches die Statistik Anwendern in der Industrie und der Regierung näherbringen sollte.
Bereits 1953 veröffentlichte er den Artikel The Analytics of Economic Time Series, Part 1: Prices, in dem er die Hypothese aufstellte, dass die Kursänderungen am Aktienmarkt als zufällig betrachtet werden können und es an einem bestimmten Tag genauso wahrscheinlich ist, dass der Aktienkurs steigt oder fällt. Die darauf folgende Diskussion und Forschung führte zur Random-Walk-Theorie und ist eng verbunden mit der Markteffizienzhypothese.

## CEIR undWorld Fertility Survey
1961 verließ Kendall die University of London und wurde Geschäftsführer (später auch Vorsitzender) der Beratungsfirma CEIR, später bekannt als Scientific Control Systems. Im gleichen Jahr begann auch seine zweijährige Präsidentschaft der Royal Statistical Society. Er veröffentlichte in den 1960ern, alleine und mit Koautoren, eine Reihe von weiteren Büchern.
Ab 1972 war Kendall Direktor des World Fertility Survey, ein Projekt unterstützt vom International Statistical Institute und den Vereinten Nationen. Ziel des Projektes war es, die Fruchtbarkeit in Industrie- und Entwicklungsländern zu erfassen und zu studieren. 1980 musste er sich aus Krankheitsgründen zurückziehen.

## Ehrungen
Die Royal Statistical Society zeichnete Kendall 1945 mit der Guy-Medaille in Silber und 1968 in Gold aus. 1974 wurde er für seine Verdienste um die Statistik zum Knight Bachelor geschlagen. 1980 erhielt er die Friedensmedaille der Vereinten Nationen für seine Beiträge zum World Fertility Survey.
Er war unter anderem (gewähltes) Mitglied der British Academy, der American Statistical Association, des Institute of Mathematical Statistics, der Econometric Society, der British Computer Society und der Royal Statistical Society. In der Operational Research Society und dem Institute of Statisticians war er zeitweise Präsident. Zum Zeitpunkt seines Todes 1983 war er Ehrenpräsident des International Statistical Institute.